# 70e régiment d'infanterie de Riajsk

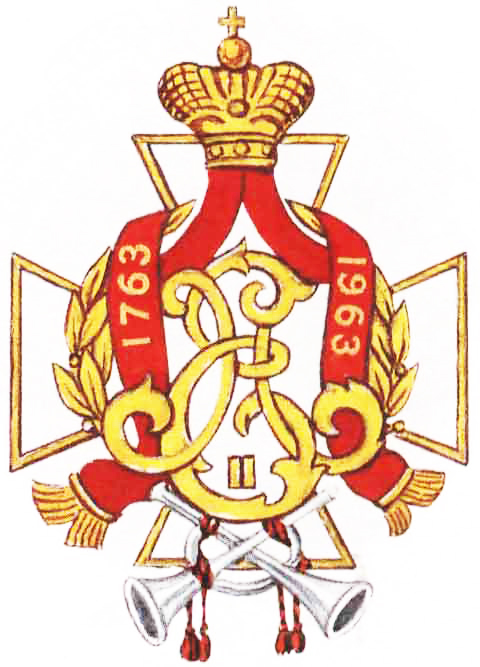
Insigne du régiment.

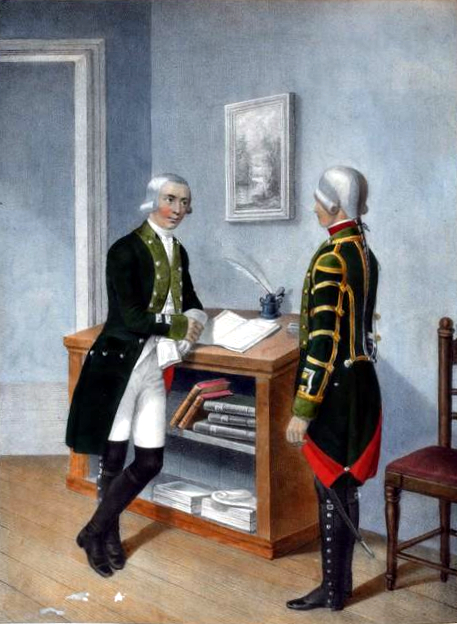
Ober-ofitser et musicien militaire du régiment de mousquetaires de Riajsk. 1797-1801

Le 70e régiment d'infanterie de Riajsk (70-й пехотный Ряжский полк) est une unité d'infanterie de l'Armée impériale russe formée le 15 décembre 1763. Il porte le nom de la ville de Riajsk.

## Lieux de dislocation
- Kachira gouvernement de Toula (1820)[2], deuxième bataillon - dans le gouvernement de Slobodsko-Oukrainskaïa, logé à la division d'uhlans. Le régiment est absorbé dans la 18e division d'infanterie qui est disloquée en 1918.

## Histoire
- Le 15 décembre 1763, le corps d'armée ukrainien, composé de 20 régiments à cheval, est transformé en un seul régiment de cavalerie (régiment de Borissogleb) et 10 régiment d'infanterie, dont le régiment à pied de Riajsk dans deux bataillons, chacun d'un régiment de grenadiers et de cinq régiments de mousquetaires, composant la division ukrainienne.
- 16.01.1769 — régiment d'infanterie de Riajsk.
- 31.10.1798 — régiment de mousquetaires du général-major Sedmoratski.
- 28.06.1799 — régiment de mousquetaires du général-major Langeron.
- 31.03.1801 — régiment de mousquetaires de Riajsk.
- 22.02.1811 — régiment d'infanterie de Riajsk.
- 28.01.1833 — uni au 30e régiment de chasseurs.
- 25.03.1864 — 70e régiment d'infanterie de Riajsk.
- 01.01.1876 — 70e régiment d'infanterie de Riajsk de l'adjudant-général prince Souvorov.
- 06.02.1882 — 70e régiment d'infanterie de Riajsk

## Marques d'excellence
- Bannière régimentaire de Saint Georges, 1814, avec ruban jubilaire;
- Insignes sur couvre-chefs, 1804-1859;
- Trompettes de Saint Georges, pour la traversée du Danube près de Galați le 10 juin 1877.

## Chefs
Chefs ou commandants d'honneur :
- 1795 — Général-major prince Alexeï Gortchakov Ier.
- 27.07.1797 — 11.08.1798 — général-major Charles Christophe von Lieven Ier
- 11.08.1798 — 13.05.1799 — général-major Alexandre Sedmoratski
- 13.05.1799 — 12.04.1806 — lieutenant-général comte Alexandre de Langeron
- 12.04.1806 — 13.04.1811 — adjudant-général, lieutenant-général, prince Italyski, comte Arkadi Souvorov-Rymnikski, noyé dans la rivière
- 15.05.1811 — 22.06.1815 — colonel Iakov Medyntsev
- 30.08.1860 — 06.02.1882 — adjudant-général, général d'infanterie, prince Italyski, comte Alexandre Souvorov-Rymnikski[3]

## Commandants
- ? — 08.10.1797 — colonel Fiodor Bem
- 08.10.1797 — 01.02.1798 — colonel comte Alexandre Ostermann-Tolstoï
- 12.07.1798 — 05.01.1802 — major (le 12.08.1798 lieutenant-colonel, le 11.10.1799 colonel) Vassili Laptev
- 05.01.1802 — 12.11.1802 — général-major Sergueï Repninski
- 16.01.1803 — 18.11.1804 — colonel Andreï Jerdiouk
- 09.01.1805 — 16.03.1807 — lieutenant-colonel (le 23.04.1806 colonel) Bogdanov
- 16.03.1807 — 20.12.1807 — colonel Aledandre Zelenine
- 30.08.1810 — 24.06.1811 — lieutenant-colonel Ilia Evreïnov
- 03.11.1811 — 23.08.1813 — major Karl Kilchen
- 22.06.1815 — 30.08.1816 — colonel Iakov Medyntsev
- 30.08.1816 — 15.04.1821 — lieutenant-colonel Listovski
- 15.04.1821 — 1831 — lieutenant-colonel (le 26.11.1823 colonel) Nikolaï Loukach
- 1831 — ? — colonel comte Tolstoï
- 28.01.1833 — 1838 — colonel Ilia Panteleïev
- 27.10.1843 — ? — colonel Fiodor Levoutski
- 03.10.1853 — 14.05.1860 — colonel Nikolaï Ganetski
- 23.06.1863 — 30.05.1867 — colonel comte Ivan Tatichtchev
- 27.01.1876 — 20.04.1885 — colonel (le 15.03.1883 général-major) Ivan Chelkovnikov
- 12.05.1885 — 26.11.1891 — colonel Ivan Radzichevski
- 02.12.1891 — 26.02.1894 — colonel Viktor Zavadski
- 03.03.1894 — 25.10.1895 — colonel Mily Mikhaïlov
- 25.10.1895 — 05.02.1898 — colonel Mikhaïl  Golembatovski
- 05.02.1898 — 06.10.1899 — colonel Épiphane Arsenievitch Goussakov
- 31.10.1899 — 10.06.1903 — colonel  Piotr Piassetski
- 18.06.1903 — 07.12.1906 — colonel Kirill Minko
- 15.12.1906 — 27.04.1909 — colonel Iakov Larionov
- 23.06.1909 — 02.06.1910 — colonel Mikhaïl Bielokopytov
- 02.06.1910 — 22.11.1911 — colonel Dmitri Pavlov
- 02.01.1912 — 30.09.1914 — colonel Flügel-adjutant Vladimir Jitkevitch
- 30.09.1914 — 22.01.1915 — colonel Vladimir Brioukhov
- 04.02.1915 — 20.02.1917 — colonel Vladimir Brioukhov
- 31.03.1917 — 28.04.1917 — colonel Izmaïlov
- 28.04.1917 — 24.10.1917 — colonel Soloviov

## Source de la traduction
- (ru) Cet article est partiellement ou en totalité issu de l’article de Wikipédia en russe intitulé « Ряжский 70-й пехотный полк » (voir la liste des auteurs).